# Anderson, Rabin and Wakeman
Anderson, Rabin and Wakeman (ARW) es un supergrupo de rock progresivo formado por los exmiembros de Yes: Jon Anderson, Trevor Rabin y Rick Wakeman.

## Historia

### Antecedentes
Los antecedentes de la banda se remontan a 1991-92, cuando los tres músicos participaron juntos en la gira del álbum Union. En aquella ocasión, Rabin y Wakeman ya habrían expresado el deseo de tocar juntos.
La colaboración del trío fue inicialmente reportada en 2010, aunque en palabras de Anderson, era difícil reunirse en aquel entonces. En enero de 2016, Rabin declaró en su cuenta de Twitter que estaba trabajando nuevamente con Anderson y Wakeman y que habrían decidido salir de gira. Al respecto, Anderson ofreció más detalles mediante una publicación en Facebook, declarando que comenzaría a cantar junto a Rabin y Wakeman más adelante en el año (2016) bajo el nombre ARW.

### An Evening of Yes Music & More
La banda ha anunciado a través de su sitio oficial que se encuentra trabajando en la creación de nuevo material de estudio desde 2011. Además, se ha anunciado una gira por Estados Unidos entre el 4 de octubre y el 25 de noviembre de 2016, y por Europa (Reino Unido, Bélgica y Países Bajos) entre el 12 y el 28 de marzo de 2017, además de planes de una gira mundial durante 2017.
Para la realización de la gira, la banda contará con el apoyo de Lee Pomeroy (bajo), Louis Molino (batería) y Gary Cambra (multiinstrumentista).